# نبيل عبد الرشيد
محمد ناصر نبيل عبد الرشيد بن سليمان أوبينيشي، المعروف باسم نبيل عبد الرشيد (ولد في 3 سبتمبر 1985) هو ممثل كوميدي إنجليزي، في عام 2010، في سن 25، أصبح أصغر ممثل كوميدي أسود يؤدي عرضًا كوميديًا في هامرسميث أبولو.

## وقت مبكر من الحياة
وُلِد عبد الرشيد في شمال لندن، إنجلترا، لأب طبيب وأم سياسية/امرأة أعمال.
درس والد عبد الرشيد الطب في الاتحاد السوفييتي (روسيا حاليًا)، بينما كان السوفييت يدربون الأطباء الأفارقة. تزوج والده من زوجته الأولى، وهي امرأة أفغانية، أثناء الحرب الروسية الأفغانية. ثم انتقل والده إلى إنجلترا وافتتح مستشفى. ثم انتقل مرة أخرى إلى نيجيريا، حيث التقى بوالدة عبد الرشيد، قبل أن يعود إلى إنجلترا.
في عام 1990، انتقل عبد الرشيد وعائلته إلى كادونا، نيجيريا. سافر حول العالم في سن مبكرة وتلقى تعليمه في مدرسة خاصة. التحق بمدرسة جوهر الدولية.
في عام 2006، عاد إلى إنجلترا ليعيش في جنوب كرويدون، لندن. وفي عام 2012، تخرج عبد الرشيد بدرجة البكالوريوس في الدراما والمسرح التطبيقي من كلية سانت ماري الجامعية في تويكنهام.

## حياة مهنية
وفي عام 2010، وفي سن الخامسة والعشرين، أصبح عبد الرشيد أصغر ممثل كوميدي أسود يؤدي عرضًا كوميديًا في هامرسميث أبولو، بعد فوزه بالمركز الأول في المسابقة الوطنية "أي دين هو الأكثر إضحاكًا؟". تم الحكم على المسابقة من قبل ديفيد باديل وعميد جليلي، وتم اختيار الفائزين لتقديم عروضهم في العرض الأول لفيلمهم الكافر.
قام عبد الرشيد بالعروض في كوميدي كافيه، كوميدي ستور، جونجليورز و تشويس إف إم كوميدي كلوب.
من 2009 إلى 2010، كتب عبدالرشيد ومثل وأخرج في برنامج ذا شو شو شو، الذي عرض على قناة AKA. لقد كتب لعدد من الكوميديين في برامج البانيل وعمل في برنامج سكيتش مع منتجي برنامج ليتل ميس جوسلين و3 نون بلوندز.
قام عبد الرشيد بجولة مع عرضه الكوميدي الديني "لا داعي للذعر، أنا إسلامي!" في يوليو 2011، قام بجولة في أربع مدن بالمملكة المتحدة في أول جولة كوميدية إسلامية لـ شباب السلام وثقة المجتمع (PYCT)، إلى جانب الكوميديين جيف ميرزا، وناظم علي، وحمزة أرشد، والأمير عبدي. في نوفمبر 2011، قام بعرض برنامجه الكوميديا آسيا مقابل أفريقيا في 10 مدن حول المملكة المتحدة. في مايو 2012، أمضى أسبوعين في استخدام المسرح لتثقيف الأطفال في مالاوي حول فيروس نقص المناعة البشرية.
يقدم عبد الرشيد ورشة عمل كوميدية لتشجيع أطفال المناطق الداخلية من المدينة على استخدام الكوميديا كشكل بديل للتعبير في المدارس في جميع أنحاء لندن.
في يناير 2013، شارك عبد الرشيد في تأسيس نادي نوربوري الكوميدي مع أولا غباجا، ومن المقرر أن يُقام العرض كل يوم أحد بالشراكة مع مطعم مؤسسة بابا.
في أبريل 2013، ظهر عبد الرشيد على قناة 4thought.tv. في أكتوبر 2014، قدم عرضًا على إذاعة بي بي سي المحلية.
في يوليو 2015، قدم عرضًا كوميديًا خاصًا بمناسبة عيد الفطر في متجر الكوميديا في لندن.
في ديسمبر 2016، ظهر في الفيلم الوثائقي المكون من جزأين "مسلمون مثلنا" على قناة بي بي سي 2.
في مايو 2020، ظهر عبد الرشيد في برنامج المواهب البريطانية وحصل على الباز الذهبي من أليشا ديكسون والذي قاده مباشرة إلى الدور نصف النهائي. وفي أكتوبر/تشرين الأول، وبعد فوزه بتصويت الحكام، تقدم إلى النهائيات، حيث احتل المركز الرابع. اشتكى نحو ألف شخص من أدائه في الدور نصف النهائي، و2200 شخص آخرين من أدائه في المباراة النهائية. وقد تم رفضها جميعًا من قبل هيئة مراقبة وسائل الإعلام أوفكوم، التي قالت: "من المرجح أن تكون النظرة الساخرة للممثل الكوميدي لتجاربه الحياتية كمسلم أسود ضمن توقعات الجمهور".
منذ عام 2021، ظهر نبيل في عدد من البرامج التلفزيونية بما في ذلك: 8 من 10 قطط تقدم العد التنازلي، هل لدي أخبار لك، الساق الأخيرة، برنامج بيج نارستي، أطباق بيغ زو، كي واعتذر لأنني لم أعرف. لقد ظهر مرتين في برنامج لايف في أبولو، بما في ذلك مرة واحدة كمضيف.
في عام 2023، كان عبد الرشيد واحدًا من المشاهير السبعة الذين شاركوا في برنامج الحج: الطريق عبر البرتغال، وهو مسلسل على قناة بي بي سي الثانية يتناول رحلة حج متعددة الأديان إلى فاطمة.
في عام 2024، أدى نبيل صوت العديد من الشخصيات في مسلسل Iwájú من إنتاج شركة ديزني، وهو مسلسل رسوم متحركة أصلي تدور أحداثه في مدينة لاغوس النيجيرية المستقبلية.

## أسلوب كوميدي
ينتقل عبد الرشيد من السريالية إلى السخرية في ثنائيته بين كونه رجلاً متعلمًا من الطبقة المتوسطة ولكنه في الوقت نفسه شاب ذكي في المدينة مع تجنب الكليشيهات عند التعامل مع مواضيع مثل كونه مسلمًا أسود في جنوب لندن. يقوم بالتبديل بين اللهجات واللغات، فيتحدث الفرنسية والباتوا والأردية والصومالية ويدمجها في مادته.

## اعتقاد
وفي عام 2006، أُدين عبد الرشيد بتهمة الاحتيال، بعد انهيار محاكمة متهم فيها باستيراد المخدرات. حُكم عليه بالسجن لمدة ثلاث سنوات، لكن أُفرج عنه بعد قضاء عقوبة بالسجن لمدة 15 شهرًا.

## المشاهدات
في أغسطس 2011، رد عبد الرشيد على يوتيوب على تعليقات ديفيد ستاركي في برنامج نيوزنايت على قناة بي بي سي، والتي أدلى بها أثناء مناقشة حول أعمال الشغب في إنجلترا، مدعيًا أن "البيض أصبحوا سودًا" وأن "نوعًا معينًا من ثقافة العصابات العنيفة والمدمرة والعدمية أصبحت الموضة". تحدث عبد الرشيد عن تاريخ الاستعمار في أفريقيا وكيف لا ينبغي مساواة الثقافة السوداء بالإجرام.
في مايو 2013، رد عبد الرشيد على يوتيوب على مقتل لي ريجبي في وولويتش في 22 مايو 2013، موضحًا تصوره للمعايير المزدوجة المزعومة لوسائل الإعلام والجماعات اليمينية المتطرفة التي تستخدم الظروف كدعاية لتبرير آرائها الخاصة.

## الحياة الشخصية
يعاني عبد الرشيد من اضطراب نقص الانتباه وفرط النشاط. كما أنه يدافع عن مكافحة جرائم السكاكين والأسلحة النارية.
أشار عبد الرشيد إلى نفسه باعتباره رجلاً من الهوسا، مشيرًا إلى أن نصف عائلته يتحدثون الهوسا بينما يتحدث النصف الآخر لغة الإيجبو. نشأ وهو يتحدث الإنجليزية والهاوسا والإيغبو والعربية والفرنسية.
في سبتمبر 2011، تزوج عبد الرشيد. زوجته بريطانية باكستانية - بنجابية. لديهم ابنتان.